# François-Joseph Desvernois
François-Joseph Desvernois est un miniaturiste français de qualité couvrant une période s'étendant du milieu du XVIIIe siècle jusqu'au début du XIXe. Il est actif de 1768 jusqu'en 1810 environ.  L'année de sa naissance ainsi que celle de sa mort nous sont inconnues.

## Biographie
Un certain François Desvernois, élève de l'Académie de Paris, part travailler en Suisse vers 1768. Il s'agit très probablement de François-Joseph Desvernois, peintre en miniature de Lons-le-Saunier, père du peintre Joseph-Eugène Desvernois, né à Lausanne en 1790. Il aurait travaillé à Genève de 1787 à 1788 avant de s'installer à Strasbourg en 1799 où il se déclare « Membre de l'Académie des Arts d'Helvétie ».
On retrouve François Desvernois à la cour du margraviat de Bade puis à celle de Hesse-Darmstadt, où il est employé en 1803. Il serait ensuite parti pour Milan en 1807. En 1810, il expose à Berne son Autoportrait ainsi que les miniatures de plusieurs Bernois en vue. Il peint la reine Caroline de Bavière, la reine Frederika de Suède, la duchesse de Brunswick, la grande-duchesse de Hesse. Il est surnommé « le maître des regards mélancoliques » et « le maître des profils à la manière des Bourgeois » avant que son identité soit connue.